# Bogdán Butkó
Bogdán Yevguénievich Butkó (en ucraniano: Богда́н Євге́нович Бутко́; Donetsk, Unión Soviética, 13 de enero de 1991) es un futbolista ucraniano que juega como defensa en el F. C. Chornomorets Odessa de la Liga Premier de Ucrania.

## Selección nacional
Ha sido internacional con la selección de fútbol de Ucrania en 33 ocasiones.

### Participaciones en Eurocopas
| Copa                    | Sede              | Resultado      |
| ----------------------- | ----------------- | -------------- |
| Eurocopa Sub-19 de 2009 | Ucrania           | Campeón        |
| Eurocopa Sub-21 2011    | Dinamarca         | Fase de grupos |
| Eurocopa 2012           | Polonia · Ucrania | Fase de grupos |
| Eurocopa 2016           | Francia           | Fase de grupos |

## Clubes
| Club                            | País    | Año       |
| ------------------------------- | ------- | --------- |
| Shajtar-3 Donetsk               | Ucrania | 2008      |
| Shajtar Donetsk                 | Ucrania | 2008-2021 |
| → Volyn Lutsk (cedido)          | Ucrania | 2010-2011 |
| → Illichivets Mariupol (cedido) | Ucrania | 2011-2014 |
| → F. C. Amkar Perm (cedido)     | Rusia   | 2015-2016 |
| → Lech Poznań (cedido)          | Polonia | 2020-2021 |
| → BB Erzurumspor (cedido)       | Turquía | 2021      |
| F. C. Zorya Luhansk             | Ucrania | 2022-2024 |
| F. C. Chornomorets Odessa       | Ucrania | 2024-     |

## Palmarés

### Títulos nacionales
| Título                  | Club            | País    | Año  |
| ----------------------- | --------------- | ------- | ---- |
| Liga Premier de Ucrania | Shajtar Donetsk | Ucrania | 2017 |
| Copa de Ucrania         | Shajtar Donetsk | Ucrania | 2017 |
| Supercopa de Ucrania    | Shajtar Donetsk | Ucrania | 2017 |
| Copa de Ucrania         | Shajtar Donetsk | Ucrania | 2018 |
| Liga Premier de Ucrania | Shajtar Donetsk | Ucrania | 2018 |
| Copa de Ucrania         | Shajtar Donetsk | Ucrania | 2019 |
| Liga Premier de Ucrania | Shajtar Donetsk | Ucrania | 2019 |

### Títulos internacionales
| Título          | Selección      | Sede    | Año  |
| --------------- | -------------- | ------- | ---- |
| Eurocopa Sub-19 | Ucrania sub-19 | Ucrania | 2009 |